# Chinchipetaggstjärt
Chinchipetaggstjärt (Synallaxis chinchipensis) är en fågelart i familjen ugnfåglar inom ordningen tättingar.

## Utbredning och systematik
Fågeln förekommer i nordvästra Peru i övre Marañón- och Chinchipedalen. Den behandlades tidigare som underart till fläckbröstad taggstjärt (Synallaxis stictothorax) men urskiljs numera vanligen som egen art.

## Status
Den kategoriseras av IUCN som livskraftig.